# Ектор Гимар
Ектор Жермен Гимар (на френски: Hector Guimard) е френски архитект и дизайнер на художествено стъкло и метал, работил в стил Ар Нуво.

## Биография
Роден е на 10 март 1867 година в Лион, Франция. Учи в „Школа за изящни изкуства“ в Париж от 1882 до 1885 година, където се запознава с архитектурната теория на Йожен Виоле льо Дюк. За успехите си е награден с пътешествие до Белгия и Англия. В Брюксел се запознава с творчеството на Виктор Орта, което му оказва голямо влияние.
Произведенията му придобиват огромна популярност в началото на 20 век и са в основата на типичния за периода стил известен във Франция като Ар Нуво. Сред най-емблематичните му творби са спирките на метрото във френската столица. Заради авангардния дизайн множество парижани от онова време се обявяват за премахването на тези спирки, но днес едва ли някой може да си представи Париж без тях.
Умира на 20 май 1942 година в Ню Йорк на 75-годишна възраст.

## Основни произведения
През 1898 г. построява жилищна сграда, наречена „Замък Беранже“, намираща се в Париж (на адрес: Castel Béranger, Rue Jean de la Fontaine, Paris 16, Paris, France), която го прави известен.
- Изгледи от „Замък Беранже“
- Интериор
- Пиринчени балкони
- Главно стълбище
- Екстериор

От този момент се появяват много поръчки, които той изпълнява в стил модерн, спазвайки идеите си за хармония и непрекъснато движение. Така самостоятелно създава ескизи на мебели за интериори за построените от него сгради. През 1909 година строи „Отел Гимар“ за подарък на своята богата американска съпруга.

## Създател на мебели
- Стол в трапезарията на „Отел Гимар“, ок. 1909, крушово дърво
- Фотьойл в трапезарията на „Отел Гимар“, ок. 1909, крушово дърво
- Бюфет в трапезарията на „Отел Гимар“, ок. 1909, крушово дърво
- Полилей в трапезарията на „Отел Гимар“, ок. 1909, крушово дърво, котешко око